# Józef Doryń
Józef Stefan Doryń (ur. 13 sierpnia 1926 w Łasku, zm. 8 marca 2001 w Łodzi) – działacz sportowy, honorowy prezes Widzewa Łódź.

## Życiorys
W 1948 był sekretarzem Widzewa, w tym samym roku rozegrał 2 mecze na pozycji napastnika w I lidze. W latach 1955–1969 był prezesem klubu, w międzyczasie w 1957 piastując stanowisko trenera drużyny piłkarskiej. W późniejszym okresie przyznano mu tytuł honorowego prezesa Widzewa. Poza działalnością sportową pełnił funkcję dyrektora departamentu w NBP w Łodzi. Został pochowany na Starym Cmentarzu w Łodzi, w części ewangelickiej (kwatera 50/D2, rząd 1, grób 3).

## Odznaczenia
- Honorowa Odznaka Miasta Łodzi (1965)[7]